# Friedrich Schmidtke
Friedrich Schmidtke (ur. 3 maja 1891 w Wurzen, Saksonia, zm. 22 lipca 1969 w Münster) – niemiecki teolog katolicki.

## Życiorys
Friedrich Schmidtke urodził się 3 maja 1891 roku w Wurzen koło Lipska, w rodzinie szewca. Do 14 roku życia kształcił się w rodzinnym mieście. Następnie uczęszczał do gimnazjów w Dreźnie i Pradze. Począwszy od semestru zimowego 1912/13 studiował na Uniwersytecie Wrocławskim teologię katolicką i orientalistykę. W semestrze zimowym 1913/14 zdał pierwszy, a w semestrze letnim 1915 drugi egzamin z teologii i ukończył formację kapłańską w seminarium w Paderborn. W 1916 na Uniwersytecie we Wrocławiu pod kierunkiem prof. Bruna Meisnera uzyskał doktorat z zakresu filozofii na podstawie pracy Asarhaddons Statthalterschaft in Babylonien und seine Thronbesteigung in Assyrien 681 v. Chr. Po święceniach kapłańskich posługiwał od 1916 do 1924 w Dreźnie. W 1924 na podstawie rozprawy Die Quellen zur Einwanderung Israels in Kanaan neuuntersucht uzyskał stopień doktora teologii. Rok później, po uzyskaniu habilitacji, został privatdozentem i wykładał egzegezę starotestamentalną na wydziale katolicko-teologicznym Uniwersytetu Wrocławskiego, na którym w 1933 został mianowany nieetatowym profesorem. W latach 1928–1930 odbywał staże naukowe do krajów Orientu, w tym czasie był m.in. nauczycielem w Konstantynopolu, a w 1929/30 stypendystą Instytutu Görres-Gesellschaft w Jerozolimie. W 1933/34 przez krótki okres był profesorem w Państwowej Akademii w Braniewie w Prusach Wschodnich. 7 marca 1934 jego książka Die Einwanderung Israels in Kanaan została wpisana przez Kongregację Nauki Wiary na Indeks ksiąg zakazanych.
Wskutek tego cofnięto mu pozwolenie kościelnego nauczania, wolno mu było jedynie wykładać orientalistykę. W 1937 roku został mianowany profesorem nadzwyczajnym na Uniwersytecie w Münster, w semestrze zimowym 1944/45 objął profesurę na Uniwersytecie w Greifswaldzie. W 1956 roku został profesorem zwyczajnym historii i kultury starożytnego Orientu na Uniwersytecie w Münster. W 1959 odszedł na emeryturę, a jego następcą został Wolfram von Soden.